# Jedinka
Jedinka  (individua, pojedinac,  organizam)  je osnovna organizacijsko-funkcionalna – autonomna biološka cjelina i osnovni oblik postojanja pripadnika svih vrsta živih bića.
Ona je svojevrstan, jedinstven sustav homeostatske autoregulacije i samoodržavanja. Zahvaljujući tim osobinama i sposobnostima, a u neraskidivoj vezi sa životnom sredinom, jedinka osigurava vlastitu egzistenciju i kontinuitet vrste kojoj pripada. Drugim riječima, općebiološka definicija jedinke podvlači njenu prostornu i vremensku određenost te stalno usaglašavanje odnosa između organizacijsko-funkcionalnog integriteta (autoregulacija) i neizbježnih utjecaja čimbenika životne sredine.
Pomirenje bioloških potencijala jedinke s ograničavajućim egzogenim faktorima ostvaruje se složenim sustavom homeostatskog održavanja i nadomještenja. Kontinuitet ljudske vrste (kao i života uopće) osiguravaju reproduktivni procesi (autoreprodukcija). Ti procesi služe održavanju dugoročne – međugeneracijske homeostaze.
Jedinka predstavlja osnovnu jedinicu egzistencije u živoj prirodi pa i u ljudskom društvu. Složenim sustavom veza i odnosa, jedinka se uklapa u više razine (stupnjeve) ekološke integracije: populaciju, biocenozu, ekosustav i svekoliku biosferu.
Individualna svojstva (osobine) isključivo se registriraju direktno – neposrednim promatranjem ili mjerenjem svake promatrane jedinke i nikada se ne odnose na pripadajuću grupu ili populaciju istovrsnih organizama.